# Molophilus (Molophilus) ursus
Molophilus (Molophilus) ursus is een tweevleugelige uit de familie steltmuggen (Limoniidae). De soort komt voor in het Nearctisch gebied.